# Gröna vallen, Sölvesborg
Gröna Vallen är en idrottsanläggning i Hörvik, Blekinge. Gröna Vallen ägs av Hörvikens IF.

## Fotbollsplaner
- Fotboll A-plan gräs 106 x 64 m

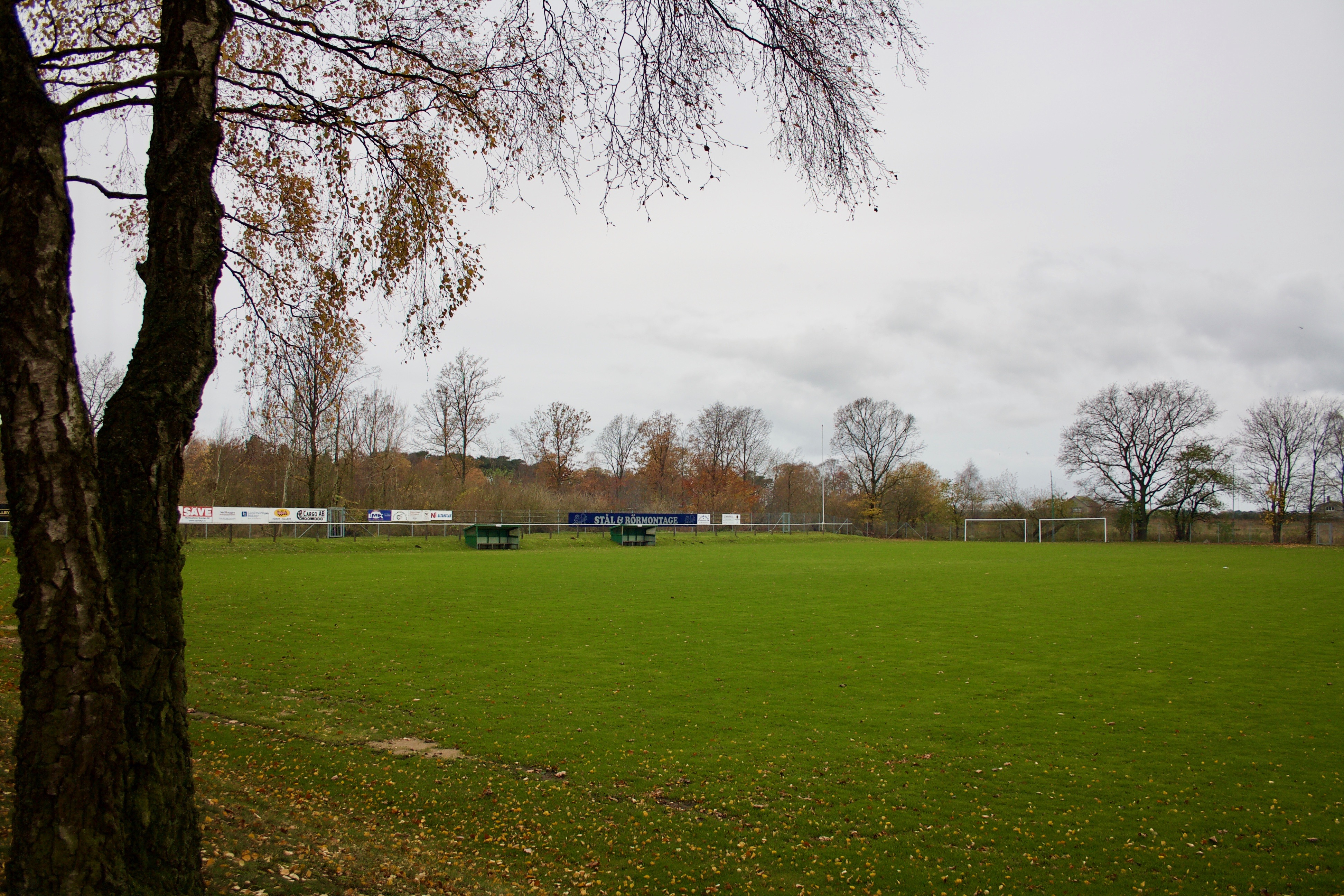
A-planen sedd från entrén

- Fotboll B-plan gräs 100 x 60 m elbelyst
- Fotboll C-plan grus 60 x 35 m elbelyst[1]